# Leónidas Barletta
Leónidas Barletta (Buenos Aires, 30 de agosto de 1902 - 15 de marzo de 1975) fue un escritor, periodista y dramaturgo argentino.

## Trayectoria
Fue una figura de la izquierda independiente argentina. En 1930 abrió sus puertas el Teatro del Pueblo y Barletta fue su director desde el 20 de marzo de 1931 y hasta su muerte. Era incluso conocido como el hombre de la campana debido a que salía con una campana a llamar al público, gritando: "Función, función...".
Por pedido de Barletta fue que Roberto Arlt se acercó al Teatro del Pueblo, lugar donde estrenaría casi todas sus obras teatrales, tales como Trescientos millones, Saverio, el cruel y La isla desierta.

### Teatro independiente
Participó del grupo Boedo y del movimiento fundador de los teatros independientes. El de Boedo publicaba en la Editorial Claridad y se reunían en el Café El Japonés. Fue uno de los animadores del fuego cruzado con el grupo Florida. Según cuenta Bernardo Koremblit, en su libro Coherencia de la paradoja, Barletta dijo de Borges, reconocida figura de Florida: "Cachafaz… Fracasado… El pobre Borges… Vate criollo y vate septuagenario… Buscador de puestitos… Pergeñador de cuentos persas... y lávese de toda esa mugre metafísica".

### Periodismo
Dentro de su actividad como periodista, fue articulista de varias publicaciones además de que
- Fundó y dirigió el periódico cultural Propósitos y
- Fue secretario de Redacción de la revista de la Editorial Claridad.

### Cine
Dirigió la película Los afincaos estrenada en 1941, sobre su guion basado en la obra del mismo nombre.

## Obra publicada

### Novela
- María Fernanda (1926)
- Vientres trágicos (1928)
- Vidas perdidas (1929)
- Royal circo (1930)
- La ciudad de un hombre (1942)
- El barco en la botella (1945)
- Historia de perros (1950)
- Primer cielo de Buenos Aires (1960)
- De espaldas a la luna -Editorial Platina- (1964)
- Novela -Editorial El Puma - (1967)
- Aunque llueva... -Ediciones Metropolis - (1970)
- Un señor de levita (Novela de Barrio Norte)-Ediciones Metropolis - (1972)

### Cuento
- Cuentos realistas (1925)
- Los pobres (1927)
- La vida (1932)
- Vigilia, por una pasión (1935)
- La felicidad gris (1939)
- La señora Enriqueta y su ramito (1943)
- Cómo naufragó el Capitán Olssen (1943)
- Pájaros negros (1946)
- La flor; Cuentos de hadas; La mesa -Editorial Puma- (1954)
- Cuentos del hombre que daba de comer a su sombra (1957)
- Nuevos cuentos (1961)

### Verso
- Canciones agrias (1924)
- Rada (1947)
- Aire de proa (1960)
- Oda al Paraná (1966)
- Canción de cuna (1966)
- Lengua de pájaro (1967)

### Varios
- El amor en la vida y en la obra de Juan Pedro Calou (1927)
- Odio (teatro) (1931)
- Los destinos humildes -Ed. La Pajarilla- (1938)
- La edad del trapo (Tropodrama en 3 actos) (1955)
- Viejo y nuevo teatro (1956)
- Manual del actor (1961)
- Boedo y Florida, una visión diferente -Ediciones Metrópolis- (1967) Café El Japonés.
- Cecconi (Todo el Riachuelo) (1972)